# Leponti
Leponti (italijansko Leponzi, Leponti ali Lepontini) so bili starodavno keltsko ljudstvo, v pozni bronasti dobi naseljeno v alpskem delu Retije (del sedanje Švice in severne Italije). 
Nedavna arheološka izkopavaja in povezava Lepontov z golaseško (9.-7. stoletje pr. n. št.) in kanegraško kulturo (13. stoletje pr. n. št.) kažejo na njihovo keltsko pripadnost. Analiza lepontščine in krajevnih imen na njihovem ozemlju je pokazala podobnost s Kelti, vendar pred prodorom Galcev v dolino Pada. To bi lahko pomenilo, da so bili Leponti keltizirani Liguri.  Glavni lepontski mesti sta bili Oscela (zdaj Domodossola, Italija) in   Bilitio (zdaj Bellinzona, Švica). Njihovo ozemlje je obsegalo tudi južna pobočja prelazov St. Gotthard in Simplon, kar se približno ujema s sedanjo Ossolo in Ticinom. 
Na zemljevidu Retije  je ozemlje Lepontov prikazano v njenem jugozahodnem kotu. Ozemlje južno od Retije, vključno z okolico sedanjega Milana, je od okoli leta 600-500 pr. n. št. pripadalo Etruščanom. 
Prvi nagrobni napisi v Retiji so bili pisani v abecedni luganski pisavi, eni od petih različic severnoetruščanske abecede.